# HD 73256
HD 73256 (HIP 42214 / SAO 176159) es una estrella en la constelación de la Brújula situada visualmente a menos de 1.º de ζ Pyxidis. Tiene magnitud aparente media +8,08, por lo que no es observable a simple vista. En 2003 se anunció el descubrimiento de un planeta extrasolar orbitando alrededor de esta estrella.
HD 73256 aparece clasificada en la base de datos SIMBAD como una subgigante o enana amarilla de tipo espectral G8. Tiene una temperatura efectiva de 5321 K, con un radio equivalente al 90% del radio solar. 
Su metalicidad es superior a la del Sol, siendo su abundancia relativa de hierro casi el doble que la existente en nuestra estrella ([Fe/H] = +0,29). Gira sobre sí misma más deprisa que el Sol, con una velocidad de rotación de 3,22 km/s, lo que conlleva un período de rotación de 13,9 días.
Tiene una masa de 1,24 masas solares y parece ser una estrella más joven que el Sol con una edad de 830 millones de años.
HD 73256 está catalogada como una estrella variable del tipo BY Draconis, recibiendo la denominación de variable CS Pyxidis. Se encuentra a 119 años luz de distancia del sistema solar.

## Sistema planetario
En 2003 se descubrió un planeta extrasolar en órbita alrededor de HD 73256. Denominado HD 73256 b, es un planeta del tipo «Júpiter caliente», el cual, con una masa mínima de 1,87 veces la masa de Júpiter, orbita alrededor de la estrella a una distancia de 0,037 UA, es decir, apenas una décima parte de la separación existente entre Mercurio y el Sol. Consecuentemente, su período orbital es muy corto, de sólo 2,55 días.
| Acompañante (En orden desde la estrella) | Masa (MJ) | Período orbital (días) | Semieje mayor (UA) | Excentricidad |
| ---------------------------------------- | --------- | ---------------------- | ------------------ | ------------- |
| HD 73256 b                               | > 1,87    | 2,54858 ± 0,00016      | 0,037              | 0,03 ± 0,02   |